# Cuneo Challenger
Il Cuneo Challenger è stato un torneo professionistico di tennis giocato su campi in terra rossa. Faceva parte dell'ATP Challenger Series. Si giocava annualmente a Cuneo in Italia.

## Albo d'oro

### Singolare
| Anno | Campione      | Finalista        | Punteggio     |
| ---- | ------------- | ---------------- | ------------- |
| 1981 | Juan Avendaño | Roberto Vizcaino | 7–5, 6–3      |
| 1980 | Ricardo Cano  | Mario Martínez   | 7–5, 6–2      |
| 1979 | Fernando Luna | Cristophe Freyss | 6–2, 6–2, 6–0 |

### Doppio
| Anno | Campioni                          | Finalisti                        | Punteggio     |
| ---- | --------------------------------- | -------------------------------- | ------------- |
| 1981 | Guillermo Aubone Ricardo Cano (2) | Ricardo Acuña Ramiro Benavides   | 7–6, 7–5      |
| 1980 | Ricardo Cano (1) Carlos Gattiker  | Mario Martínez Pedro Rebolledo   | 4–6, 7–6, 6–2 |
| 1979 | Alejandro Pierola Belus Prajoux   | Dominique Bedel Cristophe Freyss | 6–4, 7–6      |